# Filospermoidea
Filospermoidea é uma ordem de animais marinhos do filo Gnathostomulida.

## Classificação
- Ordem Filospermoidea Sterrer, 1972
  - Família Haplognathiidae Sterrer, 1972
  - Família Pterognathiidae Sterrer, 1972